# Catalina Castaño
Catalina Castaño Alvarez (ur. 7 lipca 1979 w Pereirze) – kolumbijska tenisistka, reprezentantka kraju w Fed Cup, olimpijka z Aten (2004).

## Kariera tenisowa
Była tenisistką praworęczną z oburęcznym bekhendem. W lipcu 2006 roku została sklasyfikowana na trzydziestym piątym miejscu w rankingu singlowym. Wygrała sześć turniejów singlowych z cyklu ITF.
Pierwsze zawodowe kwalifikacje do turnieju rozegrała w Bogocie w 1998 roku. Pierwsze zawodowe spotkanie wygrała w 2000, także w Bogocie, pokonując w pierwszej rundzie Janę Nejedly z Kanady 6:0, 6:0. W Bogocie osiągnęła jeszcze ćwierćfinały w 2001, 2003 i 2004 oraz półfinał w 2002. Na tym turnieju wygrała z Coriną Morariu. W 2001 roku wystąpiła w trzech z czterech turniejów wielkoszlemowych (wszystkie oprócz Australian Open).
W 2004 w grze pojedynczej na igrzyskach olimpijskich w Atenach przegrała w pierwszej rundzie z zawodniczką gospodarzy, Eleni Daniilidu; w grze podwójnej wystąpiła z Fabiolą Zuluagą odpadając w drugiej rundzie. Catalina Castaño była ostatnią zawodniczką pokonaną przez Martinę Navrátilovą w grze pojedynczej w ramach rozgrywek zawodowych. Miało to miejsce w pierwszej rundzie Wimbledonu 2004, w którym czesko-amerykańska weteranka, wówczas 47-letnia, wystąpiła dzięki dzikiej karcie. Na swojej ulubionej trawiastej nawierzchni Navrátilová pokonała Kolumbijkę 6:0, 6:1.
W 2005 roku dostała się do czołowej setki rankingu. W drodze do finału w Budapeszcie pokonała Robertę Vinci i Martinę Suchą, uległa Annie Smasznowej. Osiągnęła półfinał w Seulu (przegrana z Vaidišovą) oraz ćwierćfinał w Bogocie. W Miami wyeliminowała Paolę Suárez i Wierę Zwonariową. Z powodu kontuzji opuściła turnieje w Portorožu i Hasselt.
Pięć ćwierćfinałów i półfinał Castaño osiągnęła w 2006 roku. Pokonała Czeszkę Vaidišovą w Charleston, Niemkę Grönefeld w Berlinie. Sklasyfikowana na najwyższych w karierze miejscach rankingowych. Turnieje australijskie w 2007 roku to ćwierćfinał w Gold Coast przegrany z Martiną Hingis oraz Hobarcie, przegrany z Wasilisą Bardiną. W pierwszej rundzie Indian Wells przegrała z Martą Domachowską. W drugiej rundzie Amelia Island przegrała z Tatianą Golovin.
W lipcu 2012 roku zwyciężyła w turnieju deblowym w Båstad. Razem z Marianą Duque Mariño pokonały w finale Evę Hrdinovą i Mervanę Jugić-Salkić 4:6, 7:5, 10–5.
W lutym 2013 roku brała udział w finałach singla i debla podczas zawodów rangi WTA Challenger Tour w Cali. W grze pojedynczej przegrała w finale z Larą Arruabarreną 3:6, 2:6, natomiast w grze podwójnej, razem z Duque Mariño, wygrały z deblem Florencia Molinero–Teliana Pereira wynikiem 3:6, 6:1, 10–5. W marcu tego roku Kolumbijki osiągnęły finał rywalizacji w Acapulco, w którym uległy Lourdes Domínguez Lino i Arantxie Parrze Santonji 4:6, 6:7(1).
W lutym 2014 roku po udziale w narodowych rozgrywkach Fed Cup postanowiła zakończyć karierę, notując w zawodach bilans 36 zwycięstw i 11 porażek.

## Finały turniejów WTA
| Legenda                     | Legenda |
| --------------------------- | ------- |
| Wielki Szlem                |         |
| Igrzyska olimpijskie        |         |
| WTA Tour Championships      |         |
| 1988 – 2008                 |         |
| Kategoria I                 |         |
| Kategoria II                |         |
| Kategoria III               |         |
| Kategoria IV                |         |
| Kategoria V                 |         |
| 2009 – 2020                 |         |
| WTA Premier Mandatory       |         |
| WTA Premier 5               |         |
| WTA Premier                 |         |
| WTA International Series    |         |
| WTA 125K series (2012–2020) |         |

### Gra pojedyncza (0–2)
| Końcowy wynik | Nr | Data           | Turniej   | Nawierzchnia | Przeciwniczka     | Wynik finału |
| ------------- | -- | -------------- | --------- | ------------ | ----------------- | ------------ |
| Finalistka    | 1. | 31 lipca 2005  | Budapeszt | Ceglana      | Anna Smasznowa    | 2:6, 2:6     |
| Finalistka    | 2. | 17 lutego 2013 | Cali      | Ceglana      | Lara Arruabarrena | 3:6, 2:6     |

### Gra podwójna (2–1)
| Końcowy wynik | Nr | Data           | Turniej  | Nawierzchnia | Partnerka            | Przeciwniczki                                 | Wynik finału   |
| ------------- | -- | -------------- | -------- | ------------ | -------------------- | --------------------------------------------- | -------------- |
| Zwyciężczyni  | 1. | 22 lipca 2012  | Båstad   | Ceglana      | Mariana Duque Mariño | Eva Hrdinová Mervana Jugić-Salkić             | 4:6, 7:5, 10–5 |
| Zwyciężczyni  | 2. | 16 lutego 2013 | Cali     | Ceglana      | Mariana Duque Mariño | Florencia Molinero Teliana Pereira            | 3:6, 6:1, 10–5 |
| Finalistka    | 1. | 2 marca 2013   | Acapulco | Ceglana      | Mariana Duque Mariño | Lourdes Domínguez Lino Arantxa Parra Santonja | 4:6, 6:7(1)    |